# Colletes capensis
Colletes capensis là một loài Hymenoptera trong họ Colletidae. Loài này được Cameron mô tả khoa học năm 1905.